# 光明街道 (大兴安岭地区)
光明街道是中华人民共和国黑龙江省大兴安岭地区加格达奇区下辖的一个街道办事处。

## 行政区划
光明街道下辖以下村级行政区划单位：
恒友社区、机场路社区和东山坞社区。